# Demoware
Demoware (trialware) — демонстрационная версия коммерческого программного обеспечения, распространяемая бесплатно (shareware) и имеющая определенные ограничения функциональности, по сравнению с основной версией.
Наиболее популярные виды ограничений:
- Ограничение времени работы программы, количества запусков, количества уровней (в играх).
- Блокирование доступа к важным функциям, например, сохранению файла.
- Добавление дополнительной информации к сохраняемым файлам, например, подписи в программах редактирования изображения и видео.

В соответствии с лицензией, после окончания тестового периода необходимо приобрести или удалить программу. После покупки программы пользователь получает код, снимающий ограничения, либо отдельную полноценную версию программы.
Также к demoware относятся прототипы программ, которые не имеют реальной функциональности, а лишь демонстрируют, как программа будет работать в будущем. Они служат для показа концепции программы заказчикам или инвесторам.